# 어레스트 미
《어레스트 미》(프랑스어: Arrêtez-moi)는 2013년 공개된 프랑스의 스릴러 영화이다.

## 출연

### 주연
- 소피 마르소
- 미우 미우

### 조연
- 얀 에본지
- 마크 바르베
- 발레리 보드슨
- 아서 뷔상스
- 바딤 구즈밋
- 클로딘 펠리티어
- 제니 클레브
- 디나라 드루카로바
- 에릭 고돈
- 프레더릭 프렌너이
- 패트릭 하스터트
- 장 프랑수아 울프
- 앤 뷰파인
- 토마스 쿠만스
- 잉그리드 헤이더쉐이트

## 기타
- 원작자: 장 튈레
- 사운드슈퍼바이저: 세바스찬 웨라
- 세트: 리방 바에스
- 시각효과: 스테판 비도
- 분장: 클로딘 무류드
- 배역: 도리안 플라망
- 프로덕션매니저: 세브린 배리
- 프로덕션매니저: 솔베이그 하퍼
- 프로덕션매니저: 벤자민 헤스